# Джонни Вегас
Майкл Джозеф Пеннингтон (англ. Michael Joseph Pennington, род. 5 сентября 1970 года), известный как Джонни Вегас — британский актёр и комик, известный своей пышной фигурой и его альтер эго, злобными нападками, сюрреалистическим юмором и высоким хриплым голосом.
Его телевизионные роли включали в себя роль Ала в рекламе ITV Digital и PG Tips, торговца наркотиками Моза в сериале BBC Идеал, Джефф Малтби в комедийном сериале ITV Всё включено и Эрика Агнью в комедии BBC Все еще открыто круглосуточно.

## Фильмография

### Фильмы
| Год  | Название                              | Оригинальное название           | Роль                   | Примечания |
| ---- | ------------------------------------- | ------------------------------- | ---------------------- | ---------- |
| 2003 | Ливерпульская дева                    | The Virgin of Liverpool         | Джеки Саймс            |            |
| 2003 | Нахал                                 | Cheeky                          | Альф Принс             |            |
| 2003 | Черный шар                            | Blackball                       | Тревор                 |            |
| 2004 | Сексуальная жизнь картофельных парней | Sex Lives of the Potato Men     | Дэйв                   |            |
| 2004 | Теркель в беде                        | Terkel in Trouble               | Дядя Стюарт            | мультфильм |
| 2004 | Распутник                             | The Libertine                   | Саквилл                |            |
| 2012 | Мистер Вонючка                        | Mr Stink                        | Мистер Крумб           | Телефильм  |
| 2013 | Фильм Гарри Хилла                     | The Harry Hill Movie            | Абу                    |            |
| 2016 | Братья из Гримсби                     | Grimsby                         | Милки Пиммс            |            |
| 2016 | Фильм Womble                          | Womble Movie                    | Джииро                 |            |
| 2017 | Утопление Артура Брэкстона            | The Drowning of Arthur Braxton  | Артур Брэкстон-старший |            |
| 2017 | Убийство в Блэкпулском экспрессе      | Murder on the Blackpool Express | Терри                  | Телефильм  |
| 2018 | Дикие предки                          | Early Man                       | Асбо                   | мультфильм |
| 2018 | Съеденный львами                      | Eaten by Lions                  | Рэй                    |            |
| 2018 | Смерть на Тайне                       | Death on the Tyne               | Терри                  | Телефильм  |
| 2019 | Благие знамения (мини-сериал)         | Good Omens                      | Рон Ормород            |            |